# Manor Records

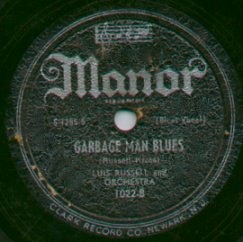
Een plaat van Luis Russell op Manor Records.

Manor Records was een Amerikaans platenlabel uit de jaren veertig van de 20ste eeuw. Het bracht rhythm & blues en jazz uit.
Het label werd in 1945 in New York opgericht door zakenman en impresario Irving Berman, die eerder de jazz-imprint Regis Records (1940-1943) was begonnen. Het label verhuisde later naar Newark. Op het label  verscheen muziek van onder meer r & b-zangeres Savannah Churchill, The Sentimentalists (later beroemd als The Four Tunes), het orkest van Luis Russell, The Dixie Hummingbirds en Sister Ernestine Washington. Ook bracht het verschillende platen uit van trompettist Dizzy Gillespie. De belangrijkste artiest in de stal was echter Churchill, haar platen hielden het label eind jaren veertig overeind. In 1949 ging het label Arco Records heten, maar de smaak van het publiek was al aan het veranderen en veel succes had het label niet meer. Berman sloot de tent en de artiesten zochten hun heil bij andere maatschappijen.
De kwaliteit van de Manor Records-platen was niet geweldig, hetgeen waarschijnlijk toe te schrijven is aan de schaarste aan schellak tijdens de oorlog.